# Xã Kanwaka, Quận Douglas, Kansas
Xã Kanwaka (tiếng Anh: Kanwaka Township) là một xã thuộc quận Douglas, tiểu bang Kansas, Hoa Kỳ. Năm 2010, dân số của xã này là 1.412 người.